# (2469) Tadjikistan
(2469) Tadjikistan es un asteroide perteneciente al cinturón de asteroides descubierto por Tamara Mijáilovna Smirnova desde el Observatorio Astrofísico de Crimea en Naúchni, el 27 de abril de 1970.

## Designación y nombre
Tadjikistan recibió inicialmente la designación de 1970 HA.
Más tarde se nombró por Tayikistán, un estado de Asia Central y antigua república soviética.

## Características orbitales
Tadjikistan está situado a una distancia media de 3,108 ua del Sol, pudiendo acercarse hasta 2,68 ua y alejarse hasta 3,536 ua. Tiene una inclinación orbital de 9,676° y una excentricidad de 0,1377. Emplea en completar una órbita alrededor del Sol 2001 días.